# Amblyscarta geniculata
Amblyscarta geniculata är en insektsart som beskrevs av Victor Antoine Signoret 1853. Amblyscarta geniculata ingår i släktet Amblyscarta och familjen dvärgstritar. Inga underarter finns listade i Catalogue of Life.